# Gejin Cuo
Gejin Cuo (kinesiska: 格金错) är en sjö i Kina. Den ligger i den autonoma regionen Tibet, i den sydvästra delen av landet, omkring 220 kilometer söder om regionhuvudstaden Lhasa. Trakten runt Gejin Cuo består i huvudsak av gräsmarker.